# 平均棍

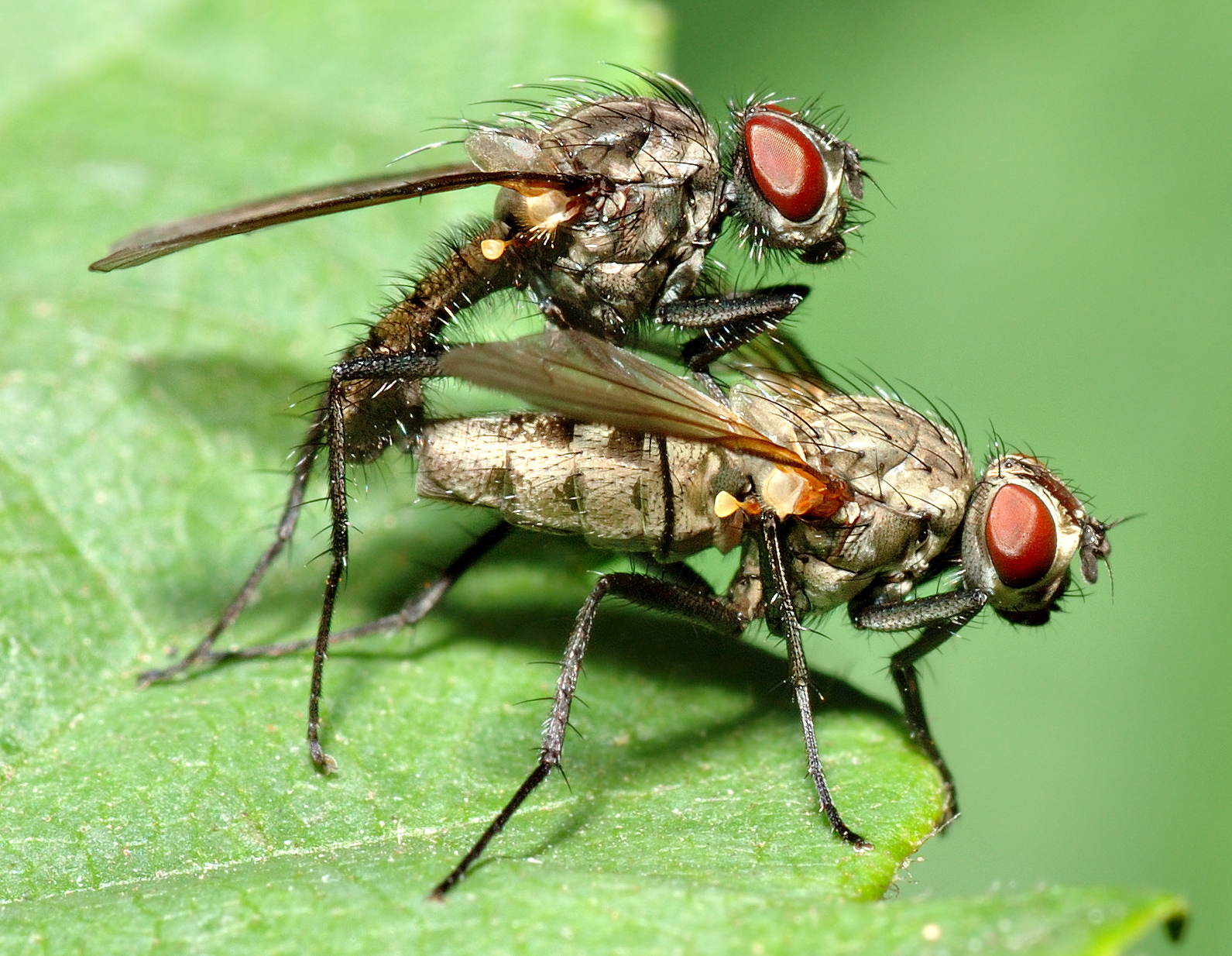
交尾中のハナバエ科のハエ：胸部から突き出る黄色い突起が平均棍である

平均棍（へいきんこん　英語:haltere）は双翅目の昆虫における、後翅の飛翔機能が退化、変化した左右の可動器官を指す。飛翔時に機能する。haltere はダンベル（dumbbell）を意味する。

## 概説
一般の昆虫は中胸と後胸に一対ずつ、計二対の翅を持つが、ハエやカは外見的には中胸にある前翅一対しか視認しがたい。これは後胸にある後翅一対の飛翔能力が退化して極度な変形を経ることで、微小な構造体になっているためである。よく見れば、後翅のあるべき位置にごく細くて小さな、棒状で先の膨らんだ形の器官があるのがわかる。これが平均棍で、飛翔中に前翅の羽ばたきと同じ速さで振動する。この運動をさらに詳しく述べると、前翅を振り上げたときには平均棍が下がり、前翅を振り下げたときには平均棍が上がる。

## 機能
機能は数説あり、かつては物理的に左右のバランスを取る器官と考え、英名ではbalancerと呼び、日本語名は現在もこれに依ったものである。現在ではこの説は否定され、英名は現在のものへ変更された。
現在の有力説は、その振動により飛翔運動の角速度を検出する感覚器であり航空機のジャイロスコープ相当の機能と説明する（G.Fraenkelなどによる）。根拠として、この器官を左右とも除去すると、双翅目の昆虫は全く飛翔できない。
他にも、その振動により反射弓の興奮の伝達が促されるとする説（W. von Buddenbrockによる）もある。なお物理的にバランスを取るとのかつての説は否定された（片方の器官が残っていれば飛行可能であることが分かったため）。

## 他の群の例
撚翅目の昆虫も機能する翅が一対しかない。この類では前翅が平均棍様の器官に変化しているが、W. von Buddenbrockの説の役割を果たしているといわれている。この平均棍様の器官を偽平均棍（英語:pseudo-haltere）と呼ぶ。